# Samuel Pierpont Langley

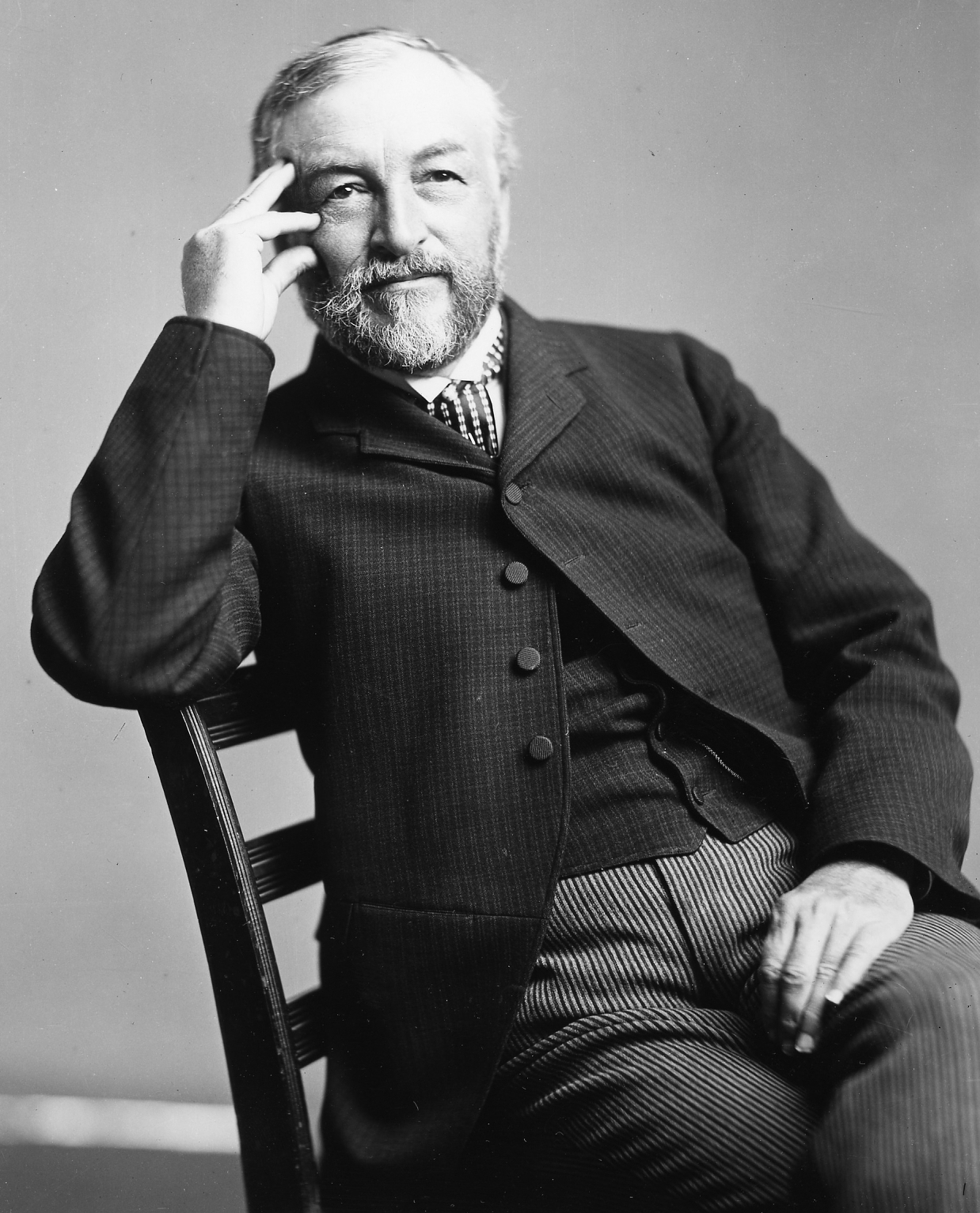
Samuel P. Langley

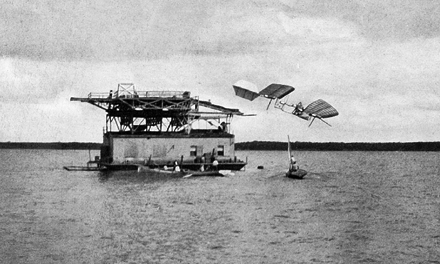
Een poging de bemande Langley Aerodrome te vliegen op 7 oktober 1903 mislukte

Samuel Pierpont Langley (Roxbury (Massachusetts), 22 augustus 1834 – Aiken (South Carolina), 27 februari 1906) was een Amerikaans astronoom en natuurkundige. Hij is de uitvinder van de bolometer.
Zijn infrarood-waarnemingen van de maan werden door Svante Arrhenius gebruikt om het effect van kooldioxide op de temperatuur van de aarde te berekenen. In 1947 werd de niet SI-eenheid langley naar hem vernoemd.
In 1866 heeft Langley het extragalactisch stelsel NGC 3355 ontdekt.
Hij was van 1887 tot 1906 secretaris van het Smithsonian Institution en richtte voor dit instituut een sterrenwacht op. 
Zijn laatste jaren hield hij zich bezig met vliegtuigen. Hij had vooral succes in 1896 met de Aerodrome no. 5, een reusachtig zweefvliegtuig, uitgerust met een motortje en propellers.